# Frantz Kinnen
Nikolaus Franz (Frantz) Kinnen (Dudelange, 4 februari 1905 – Luxemburg, 21 augustus 1979) was een Luxemburgs beeldhouwer, glazenier, schilder en tekenaar.

## Leven en werk
Frantz Kinnen was een zoon van smid Johann Kinnen en Anna Blum. Hij werd opgeleid aan de École d'artisans de l'État in de stad Luxemburg en volgde grafische opleidingen in Parijs en Berlijn.
Kinnen ontwierp en maakte onder meer glas-in-loodramen, mozaïeken en plastieken, en tekende boekillustraties en karikaturen. Hij was lid van de Cercle Artistique de Luxembourg (CAL) en van 1947 tot 1957 secretaris van de kunstenaarsvereniging. Hij nam deel aan de salons van de CAL en is de enige kunstenaar die driemaal de Prix Grand-Duc Adolphe ontving: in 1947, in 1950 tegelijkertijd met Will Kesseler en in 1956 met de beeldhouwer Charles Kohl. Samen met onder anderen Wenzel Profant, Joseph Probst en Lucien Wercollier richtte hij in 1954 de kunstbeweging Iconomaques op en exposeerde met hen tijdens de Salons des lconomaques in 1954 en 1959. Hij was secretaris van de in 1964 opgerichte Association des Arts et des Métiers d'Art du Grand-Duché de Luxembourg. Kinnen won een zilveren medaille op de Expo 58 in Brussel, de Kaiser-Lothar-Preis in Prüm (1963) en de Prix le sport dans l'art in Luxemburg-Stad (1976).
Frantz Kinnen overleed op 74-jarige leeftijd.

## Enkele werken
- 1953 glasramen in de synagoge van Luxemburg-Stad.
- 1953 ramen voor de Maria-Koningin der Wereldkerk van Lallange.[6]
- 1955 twee beschilderde ramen in een lagere school in Dudelange.
- 1958 Tulipe, beeld in het thermaal park in Mondorf-les-Bains.
- 1960 beeld in het lyceumpark in Diekirch.
- 1961 ontwerp wandkeramiek in het theater van Esch-sur-Alzette, uitgevoerd door Aurelio Sabbatini.
- ca. 1962 ramen voor de Sint-Michielskerk in Luxemburg-Stad. De andere ramen in de kerk werden gemaakt door Mett Hoffmann, Gabriel Loire en Gustave Zanter.[7]
- 1963 bas-reliëfs aan beide zijden van het podium van de muziekkiosk in Park Le'h in Dudelange.
- 1964 ramen in de Eligiuskapel in Dudelange.
- 1965 Envol, stalen plastiek bij de Wolkeschdall-school in Dudelange.
- 1973 vloermozaïek in het Centre sportif René Hartmann.
- 1977 twee glas-in-betonramen in een clubhuis in Dudelange.
- glas-in-loodramen in de kerk van Sandweiler.
- glas-in-loodramen, waaronder het Martelaarsraam, in de kerk van Schifflange.
- metalen plastiek in de Jean-Jaurès-Strasse in Dudelange.
- beeld in Brussel.
- glas-in-loodramen in het middenportaal en twee kleine ramen in de Sint-Maartenskerk in Dudelange.

- Gemeinsame Normdatei: 1297746341
- International Standard Name Identifier: 0000 0001 3900 3741
- Musée national d'archéologie, d'histoire et d'art: lkl000099
- Système universitaire de documentation: 13945957X
- Virtual International Authority File: 216359353